# Entertainment Software Rating Board
Entertainment Software Rating Board (ESRB) – amerykańsko-kanadyjska organizacja utworzona w 1994 przez Interactive Digital Software Association, której zadaniem jest ocenianie zawartości i wyznaczanie granic wiekowych dla wydawanych w Ameryce Północnej gier komputerowych.

Logo ESRB

Oceny ESRB mają zastosowanie we wszelkich materiałach promocyjnych gier oraz na ich opakowaniach, gdzie wyświetlane jest specjalne oznaczenie mówiące o tym, dla jakiej grupy wiekowej przeznaczona jest dana gra. Ponadto, opis zawartości gry wydawany przez ESRB oznacza, czego można się spodziewać po danej grze. Chodzi tu o sceny nadużyć seksualnych, przemocy, czy wulgaryzmy.

## Oceny
Oceny ESRB to znaki alfanumeryczne, które dają się rozszerzyć do pełnego opisu danej grupy wiekowej:
| Ikona | Ograniczenie                       | Informacje |
| ----- | ---------------------------------- | --- |
|       | Early Childhood                    | Zawartość jest odpowiednia dla dzieci w okresie przedszkolnym. Gry z tą oceną nie zawierają treści, które rodzice mogliby uznać za nieodpowiednie dla tej grupy odbiorców. Ograniczenie wycofane w 2018 roku. |
|       | Everyone                           | Zawartość jest odpowiednia dla wszystkich grup wiekowych. Może zawierać łagodniejsze formy przemocy oraz języka.                                                                                              |
|       | Everyone 10+                       | Zawartość jest odpowiednia dla dzieci od lat dziesięciu. Może zawierać animowaną, fantastyczną lub zwykłą przemoc, lżejsze przekleństwa i sugestywne podteksty.                                               |
|       | Teen                               | Zawartość jest odpowiednia dla młodzieży od lat trzynastu. Może zawierać przemoc, silne przekleństwa lub sugestywne podteksty.                                                                                |
|       | Mature 17+                         | Zawartość jest odpowiednia dla osób od lat siedemnastu. Może zawierać sceny seksualne lub ostrą przemoc i przekleństwa.                                                                                       |
|       | Adults Only 18+                    | Zawartość jest odpowiednia jedynie dla osób od osiemnastego roku życia. Może zawierać brutalne sceny seksu, nagości i gwałtu.                                                                                 |
|       | Rating Pending                     | Produkt został wysłany do ESRB na testy i oczekuje nadania oceny. Symbol ten najczęściej pojawia się w materiałach promocyjnych gry, która dopiero ma zostać wydana.                                          |
|       | Rating Pending - Likely Mature 17+ | To samo oznaczenie co powyżej, ale produkt najprawdopodobniej otrzyma ocenę Mature. |